# Babeszjoza
Babeszjoza, babezjoza, piroplazmoza (łac. babesiosis) – choroba pasożytnicza zwierząt (rzadko u ludzi) wywołana przez wewnątrzerytrocytarne pierwotniaki z rodzaju Babesia przenoszone na żywiciela poprzez kleszcze z rodzaju Ixodes.

## Podział
Klinicznie babeszjozę dzieli się na:
- Babeszjoza człowieka
- Babeszjoza koni
- Babeszjoza krów:
  - Choroba teksaska
  - Hemoglobinuria bydła
  - Hemoglobinuria europejska
- Babeszjoza owiec
- Babeszjoza psów

## Etiologia

Cykl życiowy Babesia spp.

Zachorowania u bydła są spowodowane przez Babesia divergens, Babesia bigemina, Babesia bovis i Babesia major. Z kolei u koni chorobę powoduje Babesia equi, chorobę u psów Babesia canis, chorobę u kotów Babesia felis i chorobę u myszy Babesia microti, w Europie również przez Babesia divergens i Babesia bovis. U ludzi w Europie zakażenie jest spowodowane Babesia divergens i Babesia bovis, w Stanach Zjednoczonych przez Babesia microti.
Babesia spp. wykazuje skomplikowany cykl życiowy, w którym dochodzi do rozmnażania bezpłciowego u kręgowców i płciowego u stawonogów.
Sporozoity wnikają do erytrocytu, gdzie ulegają podziałowi na 2–4 merozoity i przylegając do siebie tworzą krzyż maltański. Wywołują odkształcenie błony komórkowej krwinki czerwonej zwiększając ich skłonność do przylegania. Pierwotniaki są uwalniane do krwiobiegu w wyniku lizy erytrocytu i następnie mogą zakażać kolejne krwinki czerwone. Część z tych organizmów przyjmuje formę gametocytu i po ukłuciu przez kleszcza chorego kręgowca i wyssania krwi gemetocyty są uwalniane w jego jelicie. W jelicie kleszcza przy udziale gamet dochodzi do rozmnażania płciowego i powstaje zygota, a następnie ookineta. Ookineta posiada zdolność do poruszania się i może wędrować w hemolimfie kleszcza. Mogą osiąść w różnych tkankach kleszcza i przekształcić się w uśpione sporoblasty. Po ukłuciu kręgowca sporoblasty uaktywniają się i dochodzi do sporogoni, w wyniku której powstaje duża ilość sporozoitów, które przechodzą do gruczołów ślinowych i zarażają kręgowca.
W cyklu życiowym Babesia spp. występują gospodarz należący do kręgowców, u którego pasożyt przeprowadza cykl bezpłciowy, i gospodarz należący do bezkręgowców, gdzie dochodzi do cyklu płciowego. Rolę gospodarza kręgowego pełnią przede wszystkim ssaki, szczególnie u gryzoni, ale również u kilku gatunków ptaków. Niemal każdy ssak może być gospodarzem pierwotniaka. Jednak różne gatunki pasożyta zwykle wykazują pewną swoistość gatunkową. Część gatunków pierwotniaka nie ma swoistego gospodarza kręgowego. Gospodarzem bezkręgowym są wyłącznie kleszcze z rodzaju Ixodes. W jednej pracy jako wektora zakażenia zidentyfikowano Ornithodoros erraticus.

## Epidemiologia
U ludzi babeszjoza jest rzadką chorobą. Większość przypadków jest rozpoznawana w umiarkowanych regionach Stanów Zjednoczonych (łącznie około 300 przypadków) i Europy (około 30 przypadków). Chorobę rozpoznawano również w Chinach, Tajwanie, Egipcie, RPA i Meksyku. Endemicznie babeszjoza występuje w północno-wschodniej części USA. Kontakt z Babesia microti miało 4–7% populacji ludzkiej, przy czym większość zarażeń była bezobjawowa. Zróżnicowanie gatunków z rodzaju Babesia powoduje zróżnicowany obraz choroby, np. w Europie zachorowania są rzadsze, ale przebieg choroby cięższy.
W Polsce rozpoznano przypadki objawowego zarażenia B. microti zawleczone z krajów Ameryki Północnej i Południowej oraz zarażenia B. venatorum współistniejące u pacjentów z boreliozą. Przypadki bezobjawowej babeszjozy w Polsce są prawdopodobnie częstsze niż się przypuszcza, na co wskazują dodatnie wyniki przesiewowych badań serologicznych u osób narażonych zawodowo na kontakty z kleszczami – pracowników leśnych i rolników.

## Drogi zakażenia
Najczęstszą przyczyną zakażenie człowieka jest kontakt z zarażonymi kleszczami, rzadsze są transmisja przez transfuzję krwi i zakażenie płodu przez matkę.

## Przebieg choroby
Babeszjozę u ludzi charakteryzuje szerokie spektrum nasilenia klinicznego. Zakażenie często ma przebieg bezobjawowy, jednak może rozwinąć się ciężka infekcja podobna do malarii.
W przebiegu objawowym objawy pojawiają się po okresie wylęgania trwającym 1–4 tygodnie od ukłucia kleszcza. Choroba przypomina malarię, nieleczona może trwać kilka miesięcy. W początkowej fazie choroby dominują objawy grypopodobne, pojawiają się gorączka, dreszcze, wzmożona potliwość, osłabienie, zmęczenie, bóle mięśniowo-stawowe, złe samopoczucie, niechęć do jedzenia, bóle głowy, ból brzucha, nudności i wymioty. W badaniu palpacyjnym stwierdza się powiększenie wątroby i śledziony. W ciężkim przebiegu występują objawy związane z nasiloną hemolizą i uszkodzeniem wątroby. Wówczas rozwija się niedokrwistość hemolityczna i pojawia się żółtaczka. Niedokrwistość najczęściej pojawia się u chorych po splenektomii i u osób starszych. Chorobę może wikłać ostra niewydolność nerek, zespół ostrej niewydolności oddechowej (ARDS) i wstrząs. Ciężkie powikłania najczęściej występują u chorych z obniżoną odpornością.

## Rozpoznanie
Pod mikroskopem po wybarwieniu metodą Giemsy preparatu z krwi obwodowej stwierdza się w erytrocytach obecność pierwotniaków. Typowa, choć dość rzadka, jest obecność „krzyża maltańskiego”. W niektórych erytrocytach stwierdza się obecność gruszkowatych wtrętów. Ze względu na podobieństwo form wewnątrzerytrocytarnych i klinicznego przebiegu choroby do malarii zaleca się również stwierdzenie obecności pozakomórkowych merozoitów. W przypadkach wątpliwych zastosowanie znajduje PCR.
W badaniach laboratoryjnych stwierdza się podwyższoną aktywność AST i ALT, ALP, LDH, podwyższone stężenie bilirubiny. W morfologii stwierdza się niedokrwistość hemolityczną i małopłytkowość, rzadziej leukopenię. W badaniu ogólnym moczu rozpoznaje się białkomocz i hemoglobinurię.

## Leczenie
Bezobjawowych chorych nie leczy się, chyba że parazytemia utrzymuje się powyżej 3 miesięcy.
W łagodnej i umiarkowanej babeszjozie stosuje się atowakwon i azytromycynę przez 7–10 dni. Alternatywą jest leczenie klindamycyną i chininą. U osób z niedoborem odporności farmakoterapia powinna minimum najmniej 6 tygodni, w tym 2 tygodnie po uzyskaniu niewykrywalności pasożytów.
U chorych z chorobą ciężką stosuje się dożylnie klindamycynę i doustnie chininę. Alternatywnie może stosowane połączenie pentamidyny i trimetoprimu-sulfametoksazolu, połączenie atowakwonu z prokwanilem, połączenia doksycykliny, klindamycyny i azytromycyny. W bardzo ciężkiej parazytemii lub przy powikłaniach zagrażających życiu stosuje się transfuzję wymienną.

## Rokowanie
U chorych ze sprawnym układem odpornościowym choroba przebiega łagodnie, śmiertelność wynosi około 7%. U chorych po usunięciu śledziony choroba przebiega ciężko i śmiertelność sięga 50%.

## Historia
Babeszjozę jako pierwszy opisał w 1888 roku rumuński lekarz Victor Babeș, który odkrył obecność pierwotniaka w erytrocytach bydlęcych. W 1893 roku odkryto rolę kleszczy w szerzeniu się choroby. W 1957 roku rozpoznano pierwszy przypadek zachorowania u człowieka.

## Klasyfikacja ICD10
| kod ICD10     | nazwa choroby                                               |
| ------------- | ----------------------------------------------------------- |
| ICD-10: B60   | Inne choroby pierwotniakowe niesklasyfikowane gdzie indziej |
| ICD-10: B60.0 | Babeszjoza                                                  |